# Red privada virtual móvil
Una red privada virtual móvil (RPV o mRPV) es una red privada virtual que es capaz de continuar con las sesiones sin importar cambios en la conexión física, puntos de conexión o la dirección IP. La parte “móvil” se refiere al hecho de que la RPV puede cambiar los puntos de conexión móvil, no necesariamente que el mRPV cliente es un teléfono móvil o que esté en funcionando con una red inalámbrica.
Las RPV móviles son usadas en entornos donde los trabajadores necesitan mantener sesiones abiertas en una aplicación todo el tiempo, durante su día de trabajo, mientras están conectados a diferentes redes inalámbricas, encontrar brechas en la cobertura, o suspender y reanudar sus aparatos para ahorrar la duración de batería. Una RPV convencional no puede sobrevivir a esta clase de eventos porque el túnel de red es interrumpido, causando que las aplicaciones se desconecten, se acabe el tiempo, falle, o que el mismo aparato se pasme. Móvil RPVs son utilizadas generalmente en seguridad pública, en hospitales, en gestión de servicios de campo, servicios públicos entre otras industrias. Cada vez más están siendo usadas por profesionales móviles y trabajadores de cuello blanco.

## Comparación con otros tipos de RPV
Una RPV mantiene un autentificado túnel encriptado para pasar datos de manera segura en el tráfico de datos en redes públicas (generalmente el Internet). Otro tipo de RPV son IPsec(Internet Protocol security) las cuales son útiles para conexiones de punto a punto cuando los puntos finales de conexión son conocidos y permanecen fijos; o SSL VPN que proporcionan acceso a través de un navegador web y son comúnmente usados por los trabajadores remotos (trabajadores de teletrabajo o viajes de negocios).
Los fabricantes de RPV móviles establecen una diferencia entre el acceso remoto y los entornos móviles. Normalmente un usuario de acceso remoto establece una conexión desde un punto final fijo, inicia aplicaciones que se conectan a los recursos corporativos según sea necesario y después cierra la sesión. En un entorno móvil, el punto final cambia constantemente (por ejemplo, cuando los usuarios circulan entre diferentes redes celulares o puntos de acceso Wi-Fi). Una RPV móvil mantiene una conexión virtual a la aplicación en todo momento a medida que cambia el punto final, manejando los inicios de sesión de red necesarios de una manera transparente para el usuario.

## Funciones
Las siguientes son funciones comunes a las RPV móviles.
| Función                        | Descripción |
| ------------------------------ | --- |
| Persistencia                   | Las aplicaciones abiertas permanecen activas, abiertas y disponibles cuando la conexión inalámbrica cambia o se interrumpe, una laptop entra en modo de hibernación o un usuario portátil suspende y reanuda el dispositivo.                                                                                  |
| Roaming                        | La conexión virtual permanece intacta cuando el dispositivo cambia a una red diferente. La RPV móvil gestiona los inicios de sesión automáticamente. |
| Compatibilidad de aplicaciones | Aplicaciones de software que se ejecutan en un entorno LAN cableado “siempre conectado” se ejecutan a través de la RPV móvil sin modificación. |
| Seguridad                      | Hace cumplir la autenticación del usuario, del dispositivo o de ambos. Así como la encriptación del tráfico de datos de conformidad con las normas de seguridad, tales como FIPS 140-2 |
| Aceleración                    | La optimización de enlace y la compresión de datos mejoran el rendimiento en redes inalámbricas, especialmente en redes celulares donde el ancho de banda puede ser limitado. |
| Autenticación fuerte           | Impulsa la autenticación de dos factores o la autenticación multifactorial mediante una combinación de contraseña, tarjeta inteligente, certificado de clave pública o dispositivo biométrico, requeridas por algunas regulaciones, en particular para el acceso a los sistemas CJIS en aplicación de la ley. |

## Administración
Algunas RPVs móviles ofrecen funciones adicionales de gestión y seguridad, dando a los departamentos de tecnología de la información visibilidad y control sobre dispositivos que puedan o no estar en las instalaciones corporativas o que se conectan a través de redes fuera del control directo de IT.
| Función                       | Descripción |
| ----------------------------- | --- |
| Administración de consola     | Muestra el estado de los dispositivos y usuarios y ofrece la posibilidad de poner en cuarentena un dispositivo si existe la posibilidad de que se haya perdido o haya sido robado. |
| Política de administración    | Aplica las políticas de acceso basadas en la red en uso, el ancho de banda de la conexión, los atributos de capa 4 y capa 4 (dirección IP, puerto TCP y UDP) la hora del día y algunos VPNs, la capacidad de controlar el acceso por software de aplicación visual. |
| Calidad de servicio           | Especifica la prioridad que diferentes aplicaciones o servicios debería recibir cuando compiten por el ancho de banda inalámbrico disponible. Esto es útil para garantizar la entrega de las aplicaciones esenciales (tales como el envío asistido por computadora para la seguridad pública) o dar prioridad a los medios de transmisión por streaming o voz sobre IP. |
| Control de Acceso a Red (NAC) | Evalúa el estado del parche, el estado de protección de antivirus y anti-spyware y otros aspectos de “salud” del dispositivo antes de permitir una conexión. Y opcionalmente puede integrarse con políticas para arreglar el dispositivo automáticamente. |
| Análisis de red               | Ofrece a los administradores una vista en como las redes inalámbricas y los dispositivos son usados. |
| Notificaciones                | Alerta a los administradores sobre problemas en cuanto a seguridad o conexión que impactan a los usuarios vía SMTP, SNMP o syslog |

## Industrias y aplicaciones
RPV móvil han encontrado usos en una gran variedad de industrias, donde dan a trabajadores móviles acceso a aplicaciones software.
| Industria             | Trabajadores                                                                            | Aplicaciones |
| --------------------- | --------------------------------------------------------------------------------------- | --- |
| Seguridad pública     | Oficiales de policía, bomberos, personas de servicios de emergencia, primeros auxilios. | Localización automática de vehículos, estado de licencias de conducir, bases de datos de matrículas de vehículos y bases de datos criminales como el Sistema de Información de Justicia Criminal del FBI, dashcam software e intranets.                                                                             |
| Cuidados del hogar    | Enfermeras, fisioterapeutas, y terapeutas, asistentes de cuidados en el hogar           | Registros médicos electrónicos, aplicaciones de programación y facturación. |
| Hospitales y clínicas | Doctores, enfermeras y otros trabajadores                                               | Registros médicos electrónicos, archivado de fotos y sistema comunicación, registro computarizado de recetas médicas, farmacia, registro de pacientes, programación, limpieza, facturación y contabilidad. |
| Servicio de campo     | Ingenieros de servicio de campo, técnicos reparadores                                   | Gestión de servicio de campo que puede incluir: gestión de relaciones con clientes, órdenes de trabajo, envió asistido por computadora y datos históricos de servicio al cliente. Así como bases de datos de equipo para clientes, inventario, requisitos de acceso, pedidos de piezas y acceso a la documentación. |
| Ventas                | Representantes de ventas                                                                | Gestión de relaciones con clientes, inventario, cumplimiento de pedidos |
| Servicios públicos    | Técnicos, ingenieros                                                                    | Despacho asistido por computadora, programación, órdenes de trabajo, sistemas de información geográfica, seguimiento de mantenimiento, pedido de piezas, servicio al cliente, pruebas y aplicaciones de capacitación.                                                                                               |
| Aseguradoras          | Balanceador de cuentas                                                                  | Estimación de aplicaciones, sistemas de reclamación |

## En telecomunicaciones
En telecomunicaciones un RPV móvil es una solución que proporciona la movilidad de los usuarios de datos y garantiza un acceso seguro a la red con un rendimiento predecible. La movilidad de los usuarios de datos se define como la conectividad ininterrumpida o la capacidad para estar conectado y comunicarse con una red de datos posiblemente remota mientras se cambia el medio de acceso de red o a los puntos de unión.
En 2001, Huawei lanzó un producto llamado “MVPN”. En este caso “MVPN” tenía un diferente significado en el modo en el que después la industria utilizaría ese término. El producto de Huawei estaba enfocado en ofrecer un sistema de teléfono corporativo transparente a los usuarios, ya sea en teléfonos de escritorio o móviles. Aunque la página web ya no está disponible, la compañía anunció que su MVPN tenía las siguientes ventajas sobre un sistema telefónico estándar: 
- Conectividad directa – la red corporativa pasa a formar parte de la red del operador móvil a través de una conexión directa
- Plan de numeración privado –  la comunicación se adapta a la organización de la empresa
- Grupo Empresarial corporativo – todas las oficinas y empleados son parte de un grupo en común que incluye todos los teléfonos móviles y de escritorio.
- Marcación rápida – un número corto para comunicarte con cada empleado, no es necesario marcar el número completo de su teléfono móvil o de escritorio.
- Desvío inteligente – desvío fácil dentro del grupo de la compañía
- Grupos y subgrupos – se pueden definir varios subgrupos dentro del grupo, así como en un plan de numeración separado.
- Control de llamadas – ciertos destinos pueden ser permitidos o bloqueados tanto en teléfonos móviles como de escritorio.

## Vendedores
- Connectify
- Smith Micro Software
- Bittium
- Ericsson
- Radio IP Software
- Columbitech
- NeoAccel
- NetMotion Wireless
- Nokia